# Distrito de Andoas
El distrito peruano de Andoas es uno de los 6 distritos de la Provincia de Datem del Marañón, ubicada en el Departamento de Loreto, perteneciente a la Región Loreto, Perú.
Desde el punto de vista jerárquico de la Iglesia católica forma parte del Vicariato Apostólico de Yurimaguas, también conocido como Vicariato Apostólico de San Gabriel de la Dolorosa del Marañón.

## Geografía
Está localizado alrededor de 2°54′9″S, 76°24′9″W., a casi exactamente 200 millas al sur de la línea ecuatorial.

## Capital
Su capital es el pueblo de Alianza Cristiana, situado a 156 m s. n. m. y con 471 habitantes.

## Centros poblados
Además de la capital: Nuevo Andoas, 624; Andoas Viejo, 323; Hugramona, 279; Kuyuntsa, 313; Siwin, 332. La población dispersa es de 4 125 personas.

## Geografía Humana

División política del departamento de Loreto.

El patrón de asentamiento de las comunidades nativas se caracteriza por su moderada concentración poblacional y baja movilidad, conformando los denominados núcleos comunales o centros poblados, los cuales se ubican a lo largo del río Pastaza, en una franja de 300 metros, a ambas márgenes:

### Los Achuar
Del grupo etno-lingüístico Achuar, las comunidades Naranjal, Huagramona y Siwin, agrupadas en la Organización Achuar Irundramo Kacarum ORAIK. El grupo se ubica en los Ríos Huasaga, Pastaza y Morona y en la quebrada Huitoyacu en los cuales se destacan las comunidades de la etnia Kandozi (pijuayal, Ucayali, Hortencia y otras más) por la parte Achuar están las comunidades (Limoncocha, Pangintza, Chuintar, Shansho cocha, Nuevo peru, Wisum, Wijint y otras más). Colindan con los Huambisa al oeste, los Jíbaro al este y los Candoshi al Sur.

### Los Quechua Pastaza
Del grupo etno-lingüístico Quechua Pastaza, las comunidades Sabaloyacu, Soplín, Pañayacu y Loboyacu, agrupadas en la Federación FEDIQUEP.

## Transporte
En el distrito se encuentra el Aeropuerto Alf. FAP Alfredo Vladimir Sara Bauer